# Camellia xanthochroma
Camellia xanthochroma là một loài thực vật có hoa trong họ Theaceae. Loài này được K.M.Feng & L.S.Xie mô tả khoa học đầu tiên năm 1980.